# National Museum of American History
Het National Museum of American History is een museum aan de Mall in Washington D.C.. Het maakt deel uit van het Smithsonian Institution.
Het museum opende in 1964 zijn deuren als het Museum of History and Technology maar kreeg in 1980 zijn huidige naam. Het museum vertelt de geschiedenis van de Verenigde Staten met tentoonstellingen die alle aspecten daarvan belichten. De belangrijkste galerijen hebben als thema onder andere het belang van transport in de ontwikkeling van het land, de Presidenten van de Verenigde Staten en diverse elementen uit de Amerikaanse cultuur, met name uit de film en televisie industrie.
Het topstuk van het museum is de originele vlag die tijdens de Oorlog van 1812 boven Fort McHenry wapperde en die Francis Scott Key inspireerde tot het componeren van het nationale volkslied The Star-Spangled Banner.
Tussen 2006 en 2008 was het museum gesloten voor renovatiewerkzaamheden.